# ۱۲۳۷ (قمری)
۱۲۳۷ (قمری)، هزار و دویست و سی و هفتمین سال در گاهشماری هجری قمری است. اول محرم این سال برابر با بیست و هشتم سپتامبر سال ۱۸۲۱ میلادی است.

## وابسته
- مرتضی انصاری
- مسجد شاهزاده (کرمانشاه)